# 임지훈 (가수)
임지훈(任知勳, 본명: 임장순, 본명 한자: 任章淳, 1959년 6월 21일~)은 대한민국의 모던 어쿠스틱 통기타 포크 팝 하모니카 음악 가수, 작사가, 작곡가, 편곡가, 음반 프로듀서, 방송인이다.

## 생애
서울특별시에서 출생하였고 부산에서 잠시 유년기를 보낸 적이 있는 그는, 1982년 《MBC 대학가요제》에 작사가로 참가했다. 이후 대략 1984년 6월 5일경 초여름녘을 전후한때에서부터는 김창완 등과 함께 아울러 음악 활동을 시작했다. 1985년 '김창완과 꾸러기' 멤버로 6개월 동안 앨범 3장을 냈다. 솔로 가수 데뷔는 1987년 1집 '사랑의 썰물'을 내면서부터였다. 2013년 10월부터 2016년 4월까지 유영석의 뒤를 이어 KBS 라디오의 《밤을 잊은 그대에게》를 진행했다.

## 학력
- 한양대학교 문과대학(지금의 인문과학대학) 국어국문학과 학사[2]

## 기본 정보
- 취미 : 여행, 스키, 골프, 기타 연주
- 경력 : 김창완과 꾸러기 멤버 앨범 기획 참여

## 주요 경력
- 1982년 《MBC 대학가요제》에서 작사가로 참가하면서 입상(조정희 노래 - 《'참새와 허수아비'》 - 박철 작곡)

## 수상
- 2014년 제20회 대한민국 연예예술상
- 2014년 한국을 빛낸 사람들 문화예술상

## 발매 앨범
- 임지훈 8집 Memories 2 (Remake Album)
- 임지훈 7집 Memories 1
- 임지훈 6집 Beautiful Things (꿈이어도 사랑할래요, 눈길, 그대)
- 임지훈 5집 Folk Rock (다시)
- 임지훈 기획앨범 서정 (敍情)
- 임지훈 4집 Back To Basic (사랑은)
- 임지훈 3집 (그대도 나처럼 외로운지, 비가 오는데)
- 임지훈 2집 (친구에게, 누나야)
- 임지훈 1집 (사랑의 썰물, 내 그리운 나라, 그댈 잊었나)
- 김창완과 꾸러기들 크리스마스 캐롤
- 김창완과 꾸러기들 2집 사랑 그리고 이별
- 김창완과 꾸러기들 1집 꾸러기들의 굴뚝여행

## 주요 노래
- 사랑의 썰물
- 그댈 잊었나
- 누나야
- 내 그리운 나라
- 회상 (원래는 산울림의 곡이었으나 1987년 리메이크해서 불렀다.)
- 그대도 나처럼 외로운지
- 사랑은
- 고엽
- 꿈이어도 사랑할래요

## 기타 작품
- 100일 콘서트 (1985-1986)
- 2000회 이상 최다 콘서트 (1987~)
- 1993년 시집 《나는 바보가 참 좋다》
- 1996년 KBS 드라마 《첫사랑》 OST

## 광고
- 1985년 청보식품 알짜배기 육개장 (feat. 최성수)

## 가족 관계
- 형제자매 관계는 1남 1녀 가운데 막내아들(전직 서독 파독 간호원 출신의 훗날 귀국 후 결혼 및 성가한 누나 1명)이다.
- 아내 박선미 여사와 사이에 슬하 2남이 있으며 그들 가운데 첫째 아들(임윤식)은 그래픽 디자이너로, 둘째 아들(임현식)은 음악 그룹 《비투비》에서 활동 중이다.